# Mame N'Diaye
Mame N’Diaye (Thiès, Senegal, 11 de enero de 1986), futbolista senegalés. Juega de delantero y actualmente esta sin club. 

## Clubes
| Club                  | País    | Año       |
| --------------------- | ------- | --------- |
| Olympique de Marsella | Francia | 2005-2008 |
| FC Libourne           | Francia | 2008      |
| US Boulogne           | Francia | 2008-2010 |